# Komitet Solidaritet med Polens Barn
Komitet Solidaritet med Polens Barn (Komitet Solidarności z Polskimi Dziećmi) z siedzibą w Lund pośredniczył w przekazywaniu pomocy polskim dzieciom w czasie kryzysu ekonomicznego i politycznego w latach 80. XX wieku. Członkami założycielami byli Antoni Wieloch, Krystyna Wieloch, Gunnar Lindh, Gunilla Weibull, Per Bygren, Ann-Marie Bonow Ellerström, Ingrid Bäckman i Eva Nilsson.
Kryzys gospodarczy i polityczny w latach 80. w Polsce doprowadził do niedoboru żywności, artykułów higienicznych, leków oraz do poważnych niepokojów społecznych. Szwecja zaangażowała się w pomoc humanitarną dla Polski. Krystyna i Antoni Wieloch podczas swoich wizyt w Polsce w 1980 zauważyli, że dzieci są grupą bardzo narażoną i utworzyli 21 października 1981 roku Komitet „Solidaritet med Polens Barn”.
Komitet organizował zbiórki żywności, artykułów medycznych, odzieży, lekarstw i gotówki. Do współpracy zaangażował szkoły m.in. w Lund, Rödeby, Linköping, organizacje takie jak Lions, kongregacje kościelne diecezje w Växjö, Kalmar, i Lund. Organizowano własne imprezy, np. bazary z polskim rękodziełem, współpracowano ze stowarzyszeniem lalek Charlotte Weibull z Åkarp. Firma transportowa Nordisk Transport AB zaoferowała bezpłatny przewóz pomocy do Polski. Przeważnie ktoś z Komitetu towarzyszył transportowi i upewniał się, że dotarł we właściwe miejsce. Dzięki wcześniejszym kontaktom Krystyny i Antoniego Wielochów z Towarzystwem Przyjaciół Dzieci, Instytutem Matki i Dziecka w Warszawie, Towarzystwem Opieki nad Ociemniałymi w Laskach oraz NSZZ Solidarność, pomoc docierała szybko do najbardziej potrzebujących. W okresie 1981–96 zebrano ponad 1 milion koron szwedzkich oraz wysłano 109 tirów 20-tonowych z pomocą do Polski.